# Río Campoalegre
El río Campoalegre es un río del centro de Colombia ubicado en la región del Eje cafetero. Nace en el nevado de Santa Isabel de la cordillera central 4600 m s. n. m., con un recorrido suroriente – noroccidente, y una longitud de 72km hasta verter sus aguas en el río Cauca a la altitud de 870 m s. n. m., en el límite entre los municipios de Chinchiná y Palestina. 

## Afluentes
- río Campoalegrito.
- río San Eugenio.
- quebrada La Estrella.

## División
- Caldas
  - Chinchiná
  - Palestina
  - Villamaria

- Risaralda
  - Santa Rosa de Cabal